# Ärsojärvet (Gällivare socken, Lappland, 749548-172693)
Ärsojärvet är en sjö i Gällivare kommun i Lappland och ingår i Kalixälvens huvudavrinningsområde. Sjön har en area på 0,0573 kvadratkilometer och ligger 387 meter över havet.

## Delavrinningsområde
Ärsojärvet ingår i det delavrinningsområde (749753-172943) som SMHI kallar för Ovan VDRID = Piilijoki i Kalixälvens vattendragsy*. Medelhöjden är 381 meter över havet och ytan är 9,74 kvadratkilometer. Räknas de 318 avrinningsområdena uppströms in blir den ackumulerade arean 5 642,29 kvadratkilometer. Avrinningsområdets utflöde Kalixälven (Kaitumälven) mynnar i havet. Avrinningsområdet består mestadels av skog (81 procent) och sankmarker (12 procent). Avrinningsområdet har 0,67 kvadratkilometer vattenytor vilket ger det en sjöprocent på 6,9 procent.